# ویرجینیا گیورگی
ویرجینیا گیورگی (ایتالیایی: Virginia Giorgi؛ زادهٔ ۲۴ فوریهٔ ۱۹۱۴ - درگذشت نامشخص) ژیمناست هنری اهل ایتالیا بود.